# Ciclo C4
Il ciclo C4 è parte del processo di fotosintesi, e deve il suo nome al fatto che il primo composto stabile a formarsi è una molecola a 4 atomi di carbonio e può essere divisa in 2 parti in base al tipo di cellula in cui si svolge: La parte nel mesofillo e quella nelle cellule della guaina del fascio. Nelle piante a ciclo C4, durante la fotosintesi, a differenza che nel ciclo di Calvin, l'anidride carbonica non partecipa direttamente, ma viene trasformata in ossalacetato sulle cellule del mesofillo della foglia. L'ossalacetato possiede 4 atomi di carbonio e viene trasformato in malato o aspartato, anche questo composta da 4 atomi di carbonio. Una volta trasformato il malato o aspartato migra dal mesofillo verso le cellule che circondano i vasi conduttori, le cellule della guaina del fascio. Qui il malato o aspartato viene ritrasformato in anidride carbonica, CO2, la quale viene coinvolta nelle reazioni del ciclo di Calvin.
La fotosintesi di tipo C4 avviene soprattutto nelle piante che vivono nei climi tropicali, e si svolge in modo ottimale a temperature elevate e in ogni caso più alte rispetto a quelle richiesta dalle piante appartenenti al ciclo C3; le piante a ciclo C4 sono in grado di sopravvivere a temperature alle quali le piante a ciclo C3 non sopravvivono.
Il ciclo C4 produce una quantità di zuccheri rispetto all'anidride carbonica utilizzata superiore a quella prodotta dal ciclo C3, massimizzandone la produzione.
La fotosintesi C4 riduce al minimo la fotorespirazione poiché le cellule del mesofillo pompano costantemente CO2 mantenendone elevata la concentrazione, in modo che la RuBisCO leghi il biossido di carbonio anziché l'ossigeno. Le piante a ciclo C4 aprendo gli stomi in misura inferiore rispetto alle piante a ciclo C3 riescono a effettuare la fotosintesi alle stessa velocità limitando la perdita di acqua.
Le piante a ciclo C4 si differenziano in 18 famiglie e in oltre 100 generi. Dal punto di vista evolutivo, la reazioni dei diversi cicli C4 sono particolari varianti delle reazioni del ciclo C3, evolutesi più volte indipendentemente. 